# Surface cubique
En géométrie algébrique, une surface cubique est une variété algébrique surfacique. C'est donc une surface définie par un polynôme homogène de degré 3, dans l'espace projectif {\displaystyle \mathbb {P} ^{3}(\mathbb {K} )}. 
On peut prendre par exemple {\displaystyle \mathbb {K} } égal à {\displaystyle \mathbb {C} } ou {\displaystyle \mathbb {R} }.

## 27 droites incluses dans les surfaces cubiques
Un résultat remarquable et non trivial de la géométrie algébrique est que dans le cas où la surface est non singulière (c'est-à-dire telle qu'en tout point de la surface au moins l'une des dérivées partielles du polynôme ne s'annule pas), on peut démontrer que si le corps de base est le corps des nombres complexes alors il y a exactement 27 droites sur cette surface cubique. C'est le théorème de Cayley-Salmon, établi en 1849 par Salmon après que Cayley eut démontré que de telles surfaces avaient toujours un nombre fini de droites.
Bien sûr, dans le cas où le corps est celui des nombres réels, il peut ne pas y avoir 27 droites (car certaines des 27 droites auront des coordonnées complexes). On peut cependant montrer que le nombre de droites réelles est parmi les nombres suivants : 3, 7, 15 et 27. Et toutes ces possibilités sont réalisées. Dans les exemples suivants on peut déjà voir que les cas 3 ou 27 se produisent.

## Exemples
On peut par exemple noter {\displaystyle [X:Y:Z:T]} les coordonnées homogènes de l'espace projectif {\displaystyle \mathbb {P} ^{3}(\mathbb {K} )}.

### Surface de Fermat

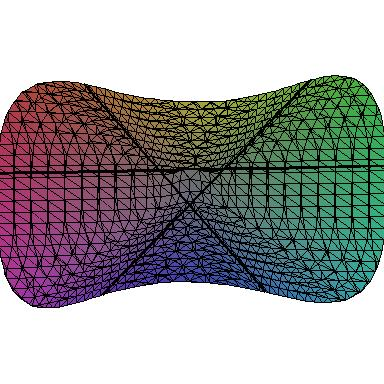
Surface de Fermat, qui contient trois droites réelles

Si on note {\displaystyle P(X,Y,Z,T)=X^{3}+Y^{3}+Z^{3}+T^{3}} qui est bien un polynôme homogène de degré 3 (c'est même l'un des plus simples auquel on peut penser, qui soit non trivial), alors la surface cubique associée (appelé surface de Fermat) sera définie par {\displaystyle \{[X:Y:Z:T]\in \mathbb {P} ^{3}(\mathbb {C} )\ |\ X^{3}+Y^{3}+Z^{3}+T^{3}=0\}}.
Cette surface est non singulière comme on peut le vérifier facilement, et contient donc exactement 27 droites, ici le polynôme est suffisamment simple pour pouvoir les expliciter :
Elles sont de la forme {\displaystyle [X:\rho X:Z:\rho 'Z]}, où {\displaystyle \rho ,\rho '} sont des racines cubiques de {\displaystyle -1}. 
Seulement dans {\displaystyle \mathbb {C} } il existe trois racines cubiques de -1, de plus au lieu de lier X et Y entre eux on peut relier X et Z ou X et T. Ainsi par un argument combinatoire on a bien les 27 droites de {\displaystyle \mathbb {P} ^{3}(\mathbb {C} )} incluses dans la surface.
Il faut bien sûr bien se souvenir qu'une droite dans {\displaystyle \mathbb {P} ^{3}(\mathbb {C} )} est l'image d'un plan de {\displaystyle \mathbb {C} ^{4}} par l'application {\displaystyle \mathbb {P} :x\in \mathbb {C} ^{4}\setminus \{0\}\mapsto vect(x)}. Ainsi par exemple {\displaystyle [X:-X:Y:-Y]=\{[x:-x:y:-y],x\in \mathbb {C} ,y\in \mathbb {C} ,(x,y)\neq (0,0)\}} est bien une droite de {\displaystyle \mathbb {P} ^{3}(\mathbb {C} )} (et non un plan comme on pourrait le penser). En effet c'est l'image du plan engendré par les deux vecteurs libres {\displaystyle (1,-1,0,0)} et {\displaystyle (0,0,1,-1)}.
Dans le cas réel, pour passer d'un espace projectif à un espace affine il suffit de prendre {\displaystyle T=1} dans l'équation, on a donc une surface d'équation {\displaystyle x^{3}+y^{3}+z^{3}+1=0}, que l'on a représentée ici. Quant aux droites on ne peut prendre que {\displaystyle \rho =\rho '=-1}, par permutation des coordonnées cela ne fait que trois droites.

### Surface de Clebsch

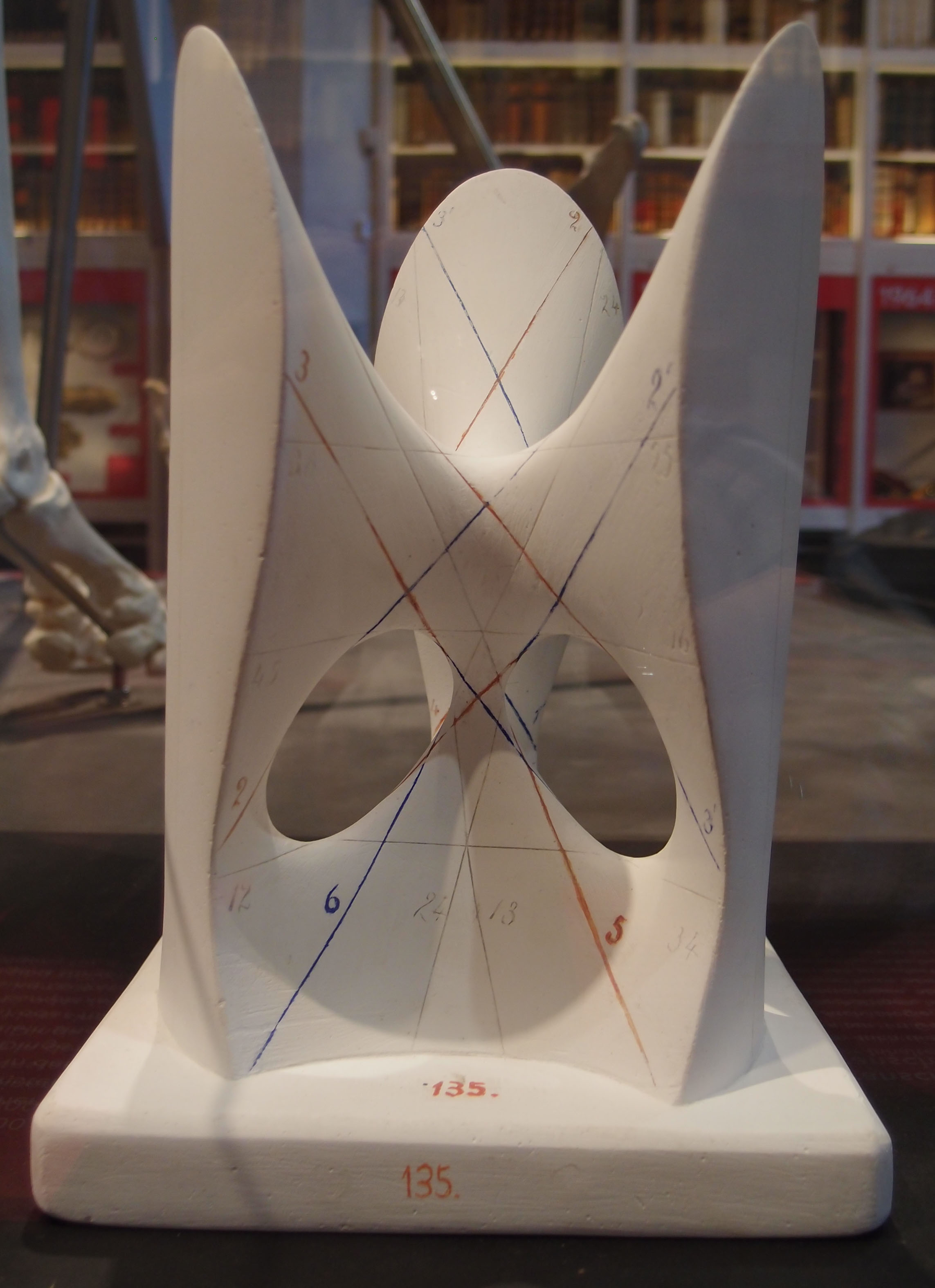
Un modèle de la surface de Clebsch montrant ses droites réelles.

La surface de Clebsch est une surface cubique dont l'équation est {\displaystyle X^{3}+Y^{3}+Z^{3}+T^{3}-(X+Y+Z+T)^{3}=0}, elle a la particularité d'avoir ses 27 droites toutes réelles contrairement à la surface de Fermat par exemple, qui n'en avait que trois :
- {\displaystyle [X:-X:Z:-Z]}, et par permutation des coordonnées cela fait trois droites.
- {\displaystyle [0:Y:-Y:T]}, et par permutation des coordonnées cela fait douze droites.
- {\displaystyle [X:Y:-X-\phi Y:-\phi X-Y]}, où {\displaystyle \phi ={\frac {1+{\sqrt {5}}}{2}}} est le nombre d'or, et par permutation des coordonnées on obtient douze droites.

On voit donc bien que toutes les droites existent dans l'espace projectif réel, et même que les 27 droites sont présentes dans {\displaystyle \mathbb {P} ^{3}\left(\mathbb {Q} [{\sqrt {5}}]\right)}.

### Surface de Cayley

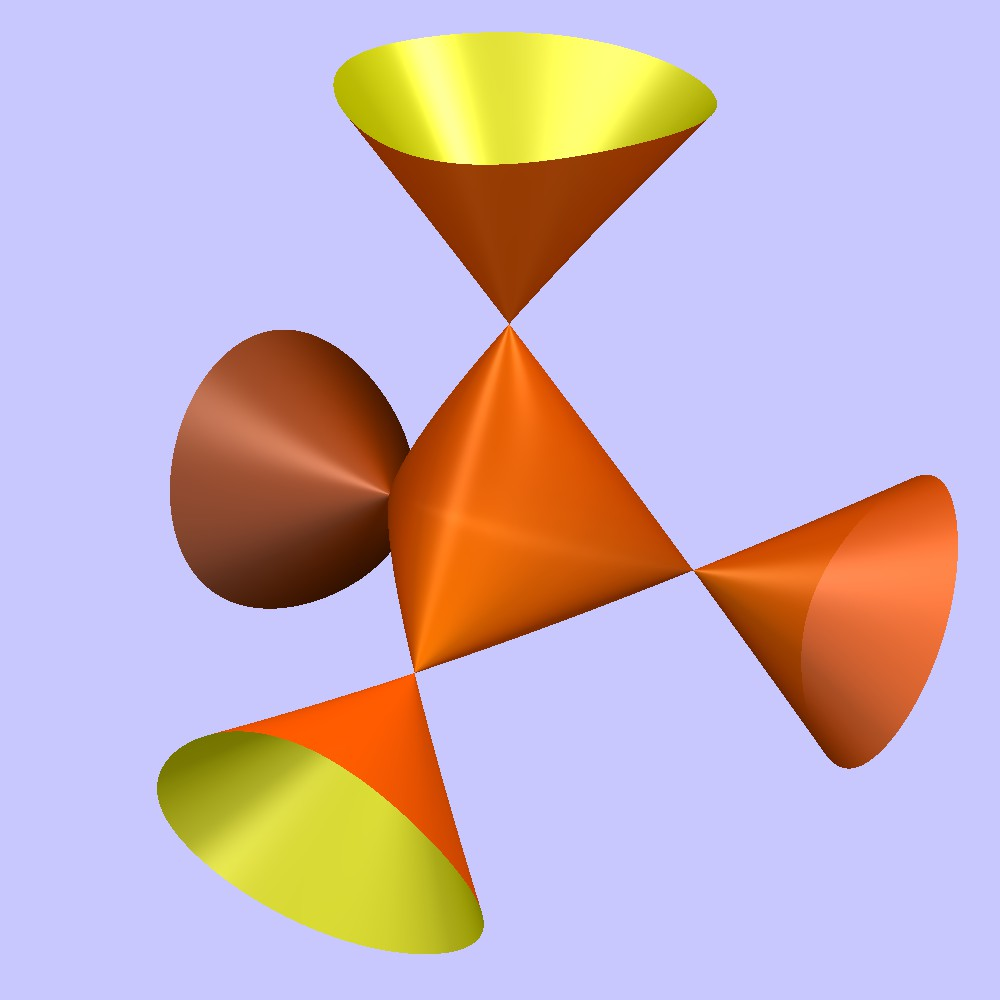
Représentation réelle de la surface de Cayley

La surface de Cayley est définie par :
{\displaystyle XYZ+XYT+XZT+YZT=0}
Cette surface est singulière, en effet les 4 dérivées partielles s’annulent aux points de la cubique :
{\displaystyle [1:0:0:0],[0:1:0:0],[0:0:1:0],[0:0:0:1]}
C'est donc un exemple où le théorème de Cayley-Salmon ne s'applique pas, sur la représentation réelle ci-contre, on voit les quatre points singuliers qui forment un tétraèdre, tandis qu'il y a une sorte de cône à chacun de ces sommets. Cependant cette surface contient quand même des droites, celles qui lient les points singuliers notamment.

## Note et référence
1. ↑  Math Curve